# Morocus robustus
Morocus robustus är en mångfotingart som beskrevs av Mark Alderweireldt och Henrik Enghoff 1998. Morocus robustus ingår i släktet Morocus och familjen Oxydesmidae. Inga underarter finns listade i Catalogue of Life.